# Eurylaimidae
Gli Eurilaimidi (Eurylaimidae Lesson, 1831) sono una famiglia di uccelli passeriformi.

## Descrizione
Alla famiglia vengono ascritti uccelli di taglia medio-piccola, spesso dal piumaggio di colori brillanti, caratterizzati da grandi occhi e da un becco molto largo alla base, piatto e leggermente uncinato in punta, cui si deve il nome comune di beccolargo di molte specie.

## Biologia
La maggior parte delle specie vive da sola o in coppie, ma non mancano esponenti dalle abitudini gregarie, che si spostano in stormi di decine di esemplari, anche in associazione con altre specie.

### Alimentazione
Gli Eurilamidi sono in gran parte insettivori e carnivori: catturano insetti, ragni, centopiedi e millepiedi, ma anche lucertole e raganelle. Le prede vengono catturate in volo o raccolte tra i rami e le foglie. Alcune specie (generi Calyptomena, Pseudocalyptomena e Philepitta) sono prettamente frugivore, e due specie (genere Neodrepanis) sono nettarivore.

### Riproduzione
Gli Eurilaimidi costruiscono nidi anche di notevoli dimensioni, che possono raggiungere una lunghezza di 2 m. Il nido ha una caratteristica forma a pera (spesso con una grossa sporgenza al di sopra dell'ingresso) e pende di solito dalla cima di un ramo in una gola ombrosa della foresta, quasi sempre su un torrente o su un altro specchio d'acqua: esso viene costruito intrecciando fili erba, foglie, muschio, piccole radici, ed imbottito al suo interno con foglie verdi. Dal nido vero e proprio pende una lunga "coda" formata da materiale fibroso di ogni tipo, unito mediante ragnatele. La parete esterna è spesso abbellita con licheni e materiale vegetale intrecciato.
 
Di solito gli Eurilaimidi depongono 2-4 uova (la specie Psarisomus dalhousiae sino a 5 o 6) di color bianco, rosso chiaro o crema, con una picchiettatura variamente disposta; i caliptomenini invece depongono uova prive di macchie. Per nessuna specie si conoscono finora le modalità dell'incubazione, e ugualmente ignoti sono il periodo durante il quale i piccoli sono sfamati dai genitori e altre caratteristiche relative alla vita all'interno del nido.

## Distribuzione e habitat
Tutti gli eurilaimidi sono abitatori della fitta volta delle foreste umide: la maggior parte delle specie è diffusa in Asia meridionale dall'Himalaya all'Indonesia, ma alcuni generi vivono in Africa subsahariana (Smithornis e Pseudocalyptomena, oltre a Philepitta e Neodrepanis che sono endemici del Madagascar) e una singola specie (Sapayoa aenigma) si trova in America centromeridionale.

## Tassonomia
La famiglia comprende i seguenti generi e specie:
- sottofamiglia Smithornithinae
  - genere Smithornis Bonaparte, 1850
    - Smithornis capensis (Smith, 1840) - beccolargo africano
    - Smithornis rufolateralis Gray, 1864 - beccolargo fianchirossicci
    - Smithornis sharpei Alexander, 1903 - beccolargo testagrigia
- sottofamiglia Calyptomeninae
  - genere Calyptomena Raffles, 1822
    - Calyptomena hosii Sharpe, 1892 - beccolargo di Hose
    - Calyptomena viridis Raffles, 1822 - beccolargo verde
    - Calyptomena whiteheadi Sharpe, 1888 - beccolargo di Whitehead
- sottofamiglia Pseudocalyptomeninae
  - genere Pseudocalyptomena Rothschild, 1909 (1 sp.)
    - Pseudocalyptomena graueri Rothschild, 1909 - beccolargo di Grauer
- sottofamiglia Eurylaiminae
  - genere Cymbirhynchus Vigors, 1830
    - Cymbirhynchus macrorhynchos (Gmelin, 1788) - beccolargo rossonero

  - genere Psarisomus Swainson, 1837
    - Psarisomus dalhousiae (Jameson, 1835) - beccolargo codalunga

  - genere Serilophus Swainson, 1837
    - Serilophus lunatus (Gould, 1834) - beccolargo pettoargento

  - genere Eurylaimus Horsfield, 1821
    - Eurylaimus javanicus Horsfield, 1821 - beccolargo fasciato
    - Eurylaimus ochromalus Raffles, 1822 - beccolargo giallonero

  - genere Sarcophanops Sharpe, 1877
    - Sarcophanops samarensis Steere, 1890 - beccolargo caruncolato delle Visayas
    - Sarcophanops steerii (Sharpe, 1876) - beccolargo caruncolato di Mindanao

  - genere Corydon Lesson, 1828
    - Corydon sumatranus (Raffles, 1822) - beccolargo fosco
- sottofamiglia Philepittinae
  - genere Philepitta I.Geoffroy Saint-Hilaire, 1838
    - Philepitta castanea (Statius Müller, 1776) - asite di velluto
    - Philepitta schlegeli Schlegel, 1867 - asite di Schlegel

  - genere Neodrepanis Sharpe, 1875
    - Neodrepanis coruscans Sharpe, 1875 - falsa nettarinia caruncolata
    - Neodrepanis hypoxantha Salomonsen, 1933 - falsa nettarinia ventregiallo
- incertae sedis
  - genere Sapayoa Hartert, 1903
    - Sapayoa aenigma Hartert, 1903 - manachino beccolargo